# Giông tố (kịch)
Giông tố (tiếng Anh: The Tempest) là vở kịch được viết vào khoảng năm 1610-1611, là một trong những tác phẩm cuốn hút của William Shakespeare. Đây là tác phẩm chứa đựng nhiều yếu tố chủ đề đặc trưng như trong các vở kịch trước của ông. Tuy nhiên, Cơn Bão không xuất phát từ một nguồn gốc rõ ràng và duy nhất. Trong bối cảnh rộng lớn hơn của kho tác phẩm của Shakespeare, Cơn Bão thường được coi là một trong những vở kịch cuối cùng của ông và được phân loại là một vở bi kịch lãng mạn. Các vở kịch lãng mạn của Shakespeare thường mang chủ đề về mất mát và sự phục hồi, cùng với bối cảnh nơi ma thuật đóng vai trò quan trọng. Vở kịch nổi bật với sự kết hợp độc đáo giữa những cảnh tượng hoành tráng, sự hài hước và những suy ngẫm sâu sắc về bản chất con người.

## BỐI CẢNH RA ĐỜI

#### Triều Đại Vua James I (1603-1625)
Cơn Bão có thể đã được viết vào khoảng năm 1610-1611, trong triều đại của Vua James I, và được cho là vở kịch cuối cùng Shakespeare viết với tư cách là người viết kịch duy nhất. Buổi trình diễn đầu tiên được ghi nhận là vào ngày Hallowmas (1 tháng 11) năm 1611, tại Whitehall. Vở kịch này có thể cũng được trình diễn tại Globe Theatre và là tác phẩm duy nhất của Shakespeare được viết đặc biệt cho Blackfriars, một nhà hát trong nhà được công ty của Shakespeare sử dụng từ năm 1608. Một buổi trình diễn tại tòa án cũng được ghi nhận vào năm 1613, như một phần trong lễ cưới của công chúa Elizabeth, con gái của Vua James.
Phiên bản duy nhất của văn bản có thẩm quyền là từ First Folio, xuất bản năm 1623 , trong đó vở kịch này nổi tiếng là vở kịch đầu tiên được in trong cuốn sách.

#### Chủ Nghĩa Thực Dân
Cơn Bão thường được phân tích qua lăng kính của các diễn ngôn thực dân, làm nổi bật tham vọng đế quốc của Anh vào đầu thế kỷ 17. Giữa thế kỷ 16 và giữa thế kỷ 20, nhiều quốc gia châu Âu, bao gồm Anh, Bồ Đào Nha, Tây Ban Nha, Hà Lan, Ý và Pháp, đã thành lập các thuộc địa ở khắp châu Á, châu Phi, Thái Bình Dương và châu Mỹ. Những nỗ lực thực dân này thường liên quan đến việc áp đặt chính quyền và các thực hành văn hóa châu Âu lên các thuộc địa, dẫn đến việc khai thác tài nguyên thiên nhiên, nền kinh tế và dân số của họ. Vở kịch phản ánh sự phức tạp và mâu thuẫn trong dự án thực dân trong thời kỳ này. Caliban, là một nhân vật trung tâm, khơi gợi sự đồng cảm và làm nổi bật những thiếu sót trong tuyên bố của Prospero về quyền lực hợp pháp, qua đó đặt câu hỏi về đạo đức của quyền lực thực dân. Cơn Bão cộng hưởng với những mối quan ngại hiện đại về quyền lực, sự nổi dậy và tác động lâu dài của chủ nghĩa thực dân lên các xã hội. Vở kịch phản ánh bối cảnh lịch sử của các hoạt động thực dân vào đầu những năm 1600 và những tác động liên tục của chủ nghĩa đế quốc, khiến nó vẫn còn phù hợp với các cuộc thảo luận về quyền lực và đạo đức trong xã hội đương đại.
Các nghiên cứu gần đây phê phán việc diễn giải Cơn Bão như một sự ủng hộ đơn giản cho chủ nghĩa thực dân. Thay vào đó, tác phẩm này được cho là chỉ trích các tác động đạo đức của các cuộc phiêu lưu thực dân. Đây là góc nhìn tinh tế hơn về mối quan hệ giữa những người thực dân và các dân tộc bị thực dân hóa.
Đắm Tàu và Cuộc Phiêu Lưu Hàng Hải
Shakespeare lấy cảm hứng từ những sự kiện có thật, bao gồm vụ đắm tàu nổi tiếng của Sea Venture vào năm 1609. Con tàu này là một phần của đoàn thuyền đang đi tới thuộc địa Jamestown ở Virginia và nó đã bị bão đánh lệch hướng và đắm trên bờ biển Bermuda. Câu chuyện về sự sống sót và kiên cường của những người sống sót đã trở nên nổi tiếng ở Anh và trở thành nền tảng cho mô tả của Shakespeare về cơn bão và bối cảnh trên đảo trong vở kịch này .

#### Nhạc Hội (Masque)
Đầu thế kỷ 17 là một thời kỳ sôi động và thay đổi trong sân khấu Anh, đặc trưng bởi sự thử nghiệm và sự kết hợp các màn trình diễn hoành tráng như các buổi biểu diễn masque. Những sự kiện này rất được yêu thích trong triều đại của Vua James I và bao gồm âm nhạc, khiêu vũ và những hiệu ứng thị giác khiến khán giả sửng sốt. Trong Cơn Bão, việc sử dụng một màn masque trong Hồi IV phản ánh xu hướng này. Cảnh này, do các linh hồn dưới sự điều khiển của Prospero biểu diễn, có những nữ thần như Iris, Ceres và Juno ban phước cho sự kết hợp của Ferdinand và Miranda, kết hợp chủ đề về sự sinh sôi, hòa hợp và trật tự thần thánh. Việc tích hợp masque không chỉ làm hài lòng khán giả quen thuộc với các màn trình diễn tại tòa án mà còn làm sâu sắc thêm các chủ đề về ma thuật và ảo giác trong vở kịch. Việc sử dụng sáng tạo trong sân khấu này thể hiện khả năng của Shakespeare trong việc tạo ra những khoảnh khắc kỳ diệu, tăng cường cảm giác kỳ bí và ma thuật, trung tâm trong câu chuyện.

## NHÂN VẬT
- Prospero. Công tước hợp pháp của Milan, hiện đang bị lưu đày trên một hòn đảo.Prospero và con gái Miranda, tranh vẽ bởi William Maw Egley; ca. 1850
- Miranda. Con gái của Prospero.

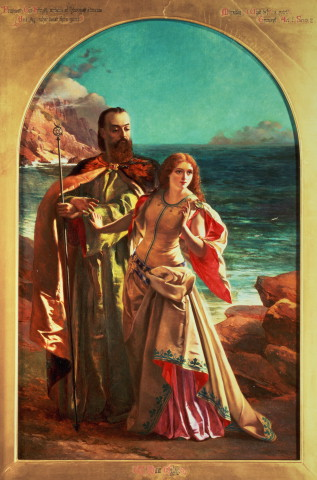
Prospero và con gái Miranda, tranh vẽ bởi William Maw Egley; ca. 1850

- Ariel. Một linh hồn giúp đỡ Prospero.
- Caliban. Người bản địa đầu tiên của hòn đảo, là đầy tớ của Prospero.
- Ferdinand. Con trai của Vua Alonso của Naples, người yêu của Miranda.
- Vua Alonso. Vua của Naples, người đã giúp Antonio cướp ngôi của Prospero.
- Antonio. Anh trai của Prospero, người đã phản bội và cướp ngôi công tước Milan của ông.
- Sebastian. Anh trai của Alonso, âm mưu cùng Antonio giết Alonso.
- Gonzalo. Một cố vấn trung thực và tốt bụng của Vua Alonso; ông đã giúp Prospero và Miranda khi họ bị lưu đày.
- Stephano. Một người hầu say rượu, âm mưu cùng Caliban để lật đổ Prospero.
- Trinculo. Một anh hề tham gia cùng Stephano và Caliban trong âm mưu của họ.
- Boatswain. Một thành viên của thủy thủ đoàn, xuất hiện rõ ràng trong cảnh bão tố.
- Thuyền trưởng. Chỉ huy con tàu trong cơn bão (được đề cập nhưng không nổi bật).
- Adrian. Một vị chúa tham dự cùng Vua Alonso.
- Francisco. Một vị chúa khác tham dự cùng Vua Alonso

## CỐT TRUYỆN

#### Hồi I

##### Cảnh 1
Trên một con tàu giữa biển: Tiếng ồn ào của cơn bão. Vở kịch mở đầu bằng một cơn bão dữ dội trên biển. Một con tàu chở vua Alonso của Naples, em trai Sebastian, Antonio (người em trai đầy mưu mô đã chiếm đoạt tước vị Công tước Milan của Prospero) và cố vấn khôn ngoan Gonzalo đang chống chọi với những con sóng mạnh mẽ. Các thủy thủ tuyệt vọng cố giữ cho con tàu không chìm, trong khi những quý ông hoảng loạn, bất lực trước sức mạnh của thiên nhiên. Tuy nhiên, cơn bão này không phải ngẫu nhiên – nó được tạo ra bởi Prospero, người đang quan sát từ đảo, chuẩn bị cho sự tính toán đã được chờ đợi từ lâu.

##### Cảnh 2
Trước căn nhà của PROSPERO trên đảo. Trên đảo, Prospero tiết lộ sự thật về quá khứ của họ cho Miranda. Ông kể lại cách Antonio phản bội ông và chiếm quyền kiểm soát Milan với sự hỗ trợ của vua Alonso. Bị thả trôi trên biển, Prospero và Miranda sống sót nhờ Gonzalo, người đã cung cấp cho họ thức ăn và những cuốn sách yêu quý của Prospero. Những cuốn sách này đã trở thành nền tảng cho sức mạnh phép thuật của ông, điều mà ông đã rèn luyện từ khi đến đảo. Ariel, linh hồn mà Prospero giải thoát khỏi lời nguyền của phù thủy Sycorax, báo cáo rằng tất cả hành khách trên tàu đều an toàn và đã tản ra khắp đảo. Caliban, con trai của Sycorax và là người hầu không bằng lòng của Prospero, xuất hiện với sự phẫn nộ đối với chủ nhân của mình. Họ trao đổi những lời giận dữ trước khi Caliban bỏ đi, và Prospero quay lại để tiếp tục điều khiển các sự kiện diễn ra.

#### Hồi II

##### Cảnh 1
Một phần khác của đảo. Alonso, Sebastian, Antonio và Gonzalo lang thang trong khu rừng rậm của đảo, kiệt sức và chán nản. Alonso chìm trong nỗi buồn, tin rằng con trai mình, Ferdinand, đã chết đuối. Gonzalo cố giữ hy vọng, nhưng Antonio và Sebastian chế nhạo ông bằng những lời châm biếm. Antonio, luôn mưu tính, thuyết phục Sebastian giết Alonso để chiếm ngôi vua Naples. Ngay khi họ sắp thực hiện kế hoạch, Ariel can thiệp, tạo ra một phép thuật làm mọi người ngủ, trừ Antonio và Sebastian, ngăn chặn âm mưu trước khi nó có thể được thực hiện.

##### Cảnh 2
Một phần khác của đảo. Ở một phần khác trên đảo, Caliban gặp Trinculo, một chú hề đang tìm chỗ trú trước cơn bão đang đến gần. Trinculo trốn dưới chiếc áo choàng của Caliban, và không lâu sau, Stephano, một quản gia say rượu, tìm thấy họ và tưởng nhầm cả hai là một con quái vật. Khi nhận ra đó là Trinculo, Stephano chia sẻ rượu của mình và cả ba cùng uống. Caliban, được cổ vũ bởi rượu và thấy cơ hội tự do, thề trung thành với Stephano và đề nghị họ lật đổ Prospero. Stephano, hưng phấn và thích thú với ý tưởng cai trị đảo, đồng ý, và ba người lên kế hoạch lật đổ trong sự say sưa.

#### Hồi III

##### Cảnh 1
Trước căn nhà của PROSPERO. Ferdinand, sống sót sau vụ đắm tàu và bị tách khỏi mọi người, đang lao động vất vả theo lệnh của Prospero. Miranda, cảm động bởi sự quyết tâm và sự hiền lành của Ferdinand, nói chuyện với chàng. Họ bày tỏ tình yêu và Ferdinand hứa sẽ kết hôn với nàng. Prospero, ẩn mình quan sát, mỉm cười trước sự phát triển này, vì nó phù hợp hoàn hảo với kế hoạch của ông.

##### Cảnh 2
Một phần khác của đảo. Caliban dẫn Stephano và Trinculo, giờ đây đã say, tiếp tục kế hoạch giết Prospero. Ariel, vô hình trước họ, chơi khăm bằng cách nói bằng giọng của họ, gây hoang mang và tranh cãi. Dù hỗn loạn, Stephano và Caliban vẫn quyết tâm thực hiện âm mưu, mơ mộng về quyền lực và sự xa hoa khi cai trị đảo.
Cảnh 3
Một phần khác của đảo. Antonio và Sebastian, vẫn tiếp tục kế hoạch giết Alonso, bị gián đoạn khi Prospero tạo ra một bữa tiệc xa hoa trước mắt họ. Ngay khi họ chuẩn bị ăn, thức ăn biến mất và Ariel xuất hiện dưới hình dạng một con quái điểu, buộc tội họ vì sự phản bội trong quá khứ, đặc biệt là phản bội Prospero. Những người đàn ông sợ hãi và ám ảnh bởi trải nghiệm siêu nhiên.

#### Hồi IV

##### Cảnh 1
Trước căn nhà của PROSPERO. Hài lòng với sự chân thành và tình yêu của Ferdinand dành cho Miranda, Prospero chính thức ban phước cho cuộc hôn nhân của họ. Ông tổ chức một buổi lễ lớn với các linh hồn biểu diễn, thể hiện những nữ thần như Iris, Ceres và Juno ban phước cho cặp đôi với sự hòa hợp, thịnh vượng và sinh sôi. Buổi lễ vui vẻ bị gián đoạn đột ngột khi Prospero nhớ lại âm mưu chống lại ông bởi Caliban và đồng bọn. Ông dừng buổi tiệc và yêu cầu Ariel đối phó với những kẻ phản bội. Prospero suy ngẫm về tính ngắn ngủi của cuộc sống và sự vô nghĩa của tham vọng con người trước khi quay lại tập trung vào mối đe dọa hiện tại.

#### Cảnh 1
Trước căn nhà của PROSPERO. Prospero tập hợp tất cả những người bị đắm tàu lại với nhau. Ông tiết lộ thân phận và đối diện với Antonio và Sebastian về sự phản bội của họ. Thay vì trả thù, ông chọn tha thứ. Alonso, đầy sự hối hận và nhẹ nhõm, vui mừng khi tìm thấy con trai mình, Ferdinand, còn sống và đính hôn với Miranda. Cuộc đoàn tụ ấm áp và sự hòa giải giữa những kẻ từng là thù địch được hoàn tất. Prospero tuyên bố sẽ từ bỏ sức mạnh phép thuật, bẻ gãy cây gậy và dự định ném cuốn sách phép của mình xuống biển, thể hiện ý định trở lại cuộc sống của một con người bình thường. Ông giải phóng Ariel, hoàn thành lời hứa với linh hồn đã trung thành phục vụ mình. Caliban, hối hận vì hành động của mình và nhận ra lỗi lầm, cam kết sẽ sống tốt hơn. Mọi mâu thuẫn được giải quyết, nhóm chuẩn bị rời đảo và trở về Milan. Con tàu, một cách kỳ diệu, đã được phục hồi và sẵn sàng chờ họ. Ariel ra đi trong niềm vui, tự do mãi mãi.

##### Lời Kết
Trong lời kết, Prospero tiến lên một mình và nói chuyện trực tiếp với khán giả. Ông kể về hành trình của mình và quyền lực mà ông từng nắm giữ, nhưng giờ đây mong muốn được giải thoát khỏi đảo và cuộc đời phép thuật. Ông yêu cầu khán giả dành tràng pháo tay để ban cho ông sự tự do và khép lại câu chuyện, đánh dấu sự kết thúc của Cơn Bão.

## CHỦ ĐỀ

#### Ma Thuật
Ma thuật là một chủ đề chủ yếu trong Cơn Bão, trung tâm quyền kiểm soát của Prospero đối với hòn đảo. Thông qua những cuốn sách và kiến thức sâu rộng, Prospero sử dụng ma thuật để thao túng các sự kiện, triệu hồi cơn bão và điều khiển các linh hồn như Ariel. Ma thuật tượng trưng cho quyền lực trí tuệ của Prospero, đối lập với sức mạnh thể chất của những người khác.
Ban đầu, ma thuật phục vụ cho cuộc báo thù của Prospero, nhưng cuối cùng, ông chọn từ bỏ nó (V.1.50), đánh dấu sự quay trở lại nhân tính và từ bỏ quyền kiểm soát. Tính chất kép của ma thuật được thể hiện rõ: nó có thể được sử dụng cho cả mục đích thiện lương và thao túng, như trong sự tương phản giữa ma thuật của Ariel và Sycorax.
Trong Cơn Bão, ma thuật thúc đẩy cốt truyện và biến đổi các nhân vật, cuối cùng phản ánh các chủ đề khác như quyền lực, kiểm soát và sự cứu chuộc.

#### Quyền Lực
Quyền lực là một chủ đề quan trọng khác trong Cơn Bão, thể hiện qua nhiều hình thức: tình yêu, quyền lực chính trị, sự thống trị đối với người khác, và quyền lực siêu nhiên của ma thuật. Những hình thức quyền lực này được thể hiện rõ nhất qua Prospero, người kiểm soát hòn đảo và các cư dân của nó, bao gồm Ariel và Caliban, thông qua khả năng ma thuật của mình. Nhân vật của Prospero dấy lên những câu hỏi phức tạp về việc liệu quyền lực của ông khiến ông trở thành một kẻ bạo chúa hay một nhà lãnh đạo lý tưởng.
Những cách giải thích phê bình về quyền lực trong Cơn Bão đã thay đổi đáng kể theo thời gian. Những phân tích trước đây thường xem quyền lực của Prospero là nhân từ và cần thiết, trong khi những phân tích hiện đại, đặc biệt là những phân tích ảnh hưởng bởi lý thuyết hậu thuộc địa, cho rằng hành động của ông có tính chất đế quốc và độc tài—đặc biệt trong cách ông đối xử với Caliban, người đại diện cho "kẻ khác" bị thuộc địa hóa.

#### Báo Thù và Tha Thứ
The Tempest đối chiếu những chủ đề về báo thù và tha thứ xuyên suốt câu chuyện. Nỗi dày vò của Sycorax đối với Ariel (I.2.289) và các âm mưu của Caliban chống lại Prospero minh họa chủ đề báo thù. Ban đầu, Prospero tìm kiếm công lý cho những điều sai trái trong quá khứ, nhưng cuối cùng, ông chọn tha thứ thay vì báo thù (V.1.28), đánh dấu một sự chuyển biến về mặt đạo đức hướng tới hòa giải.
Vở kịch kết thúc với một giai điệu hy vọng, khi Prospero đón nhận tất cả và chào mừng một tương lai mới mẻ (V.1.302). Tuy nhiên, không phải tất cả các nhân vật đều tìm kiếm sự cứu chuộc—Alonso xin tha thứ, trong khi Antonio và Sebastian vẫn không hề tỏ ra ăn năn, nhấn mạnh rằng con đường cứu chuộc không phải ai cũng muốn đi theo.

## BẢN DỊCH
Mặc dù The Tempest có tầm quan trọng trong kho tàng văn học phương Tây, vở kịch này chưa nhận được sự chú ý đáng kể từ độc giả Việt Nam cho đến những năm gần đây. Tính đến tháng 9 năm 2024, Cơn Bão dịch bởi Bùi Xuân Linh là một trong những nỗ lực mới nhất để mang tác phẩm của Shakespeare đến với độc giả Việt Nam rộng rãi hơn, với một bản dịch tươi mới và dễ tiếp cận.
“Cơn Bão” là bản dịch tiếng Việt của vở kịch The Tempest của William Shakespeare, được dịch bởi Bùi Xuân Linh và xuất bản bởi NXB Hội Nhà Văn vào tháng 9 năm 2024. Bản dịch này nhằm giữ lại bản chất của câu chuyện gốc của Shakespeare, đồng thời điều chỉnh nó để phù hợp với khán giả Việt Nam hiện đại.

## CHUYỂN THỂ
Hiện tại, chưa có thông tin cụ thể về các phiên bản chuyển thể The Tempest thành phim ảnh hay sân khấu tại Việt Nam. Tuy nhiên, các tác phẩm của Shakespeare, bao gồm The Tempest, thường xuyên được giảng dạy tại các trường đại học và có thể được biểu diễn trong các chương trình nghệ thuật hoặc lễ hội văn hóa.